# Брекке, Вильгельм
Вильгельм Брекке (букмол Wilhelm Brekke; 24 февраля 1887 — 17 мая 1938) — норвежский футболист. Играл на позиции левого крайнего защитника в первом матче сборной команды Норвегии, который прошёл в Гётеборге 12 июля 1908 года, где Норвегия уступила команде Швеции со счётом 3:11. Брекке также выступал за команду «Меркантиле», в составе которой выиграл клубное первенство страны в 1907 году и местный чемпионат Осло в 1906, 1907 и 1908 годах.
Интересовался не только футболом, но и хоккеем с мячом, играл за Ледовый клуб Христиании (Kristiania Skøiteklub).
Младший брат Вильгельма Сигурд Брекке также был футболистом, играл за национальную сборную и становился обладателем Кубка Норвегии в составе «Меркантиле».

## Статистика

### Матчи Брекке за сборную Норвегии
| Матчи Брекке за сборную Норвегии | Матчи Брекке за сборную Норвегии | Матчи Брекке за сборную Норвегии | Матчи Брекке за сборную Норвегии | Матчи Брекке за сборную Норвегии | Матчи Брекке за сборную Норвегии |
| -------------------------------- | -------------------------------- | -------------------------------- | -------------------------------- | -------------------------------- | -------------------------------- |
| №                                | Дата                             | Соперник                         | Счёт                             | Голы Брекке                      | Соревнование                     |
| 1                                | 12 июля 1908                     | Швеция                           | 3:11                             | —                                | Товарищеский матч                |

Итого: 1 матч / 0 голов; 0 побед, 0 ничьих, 1 поражение.